# Сен-Жюльен-пре-Бор
Сен-Жюлье́н-пре-Бор (фр. Saint-Julien-près-Bort, окс. Sent Julian prep Baurt) — коммуна во Франции, находится в регионе Лимузен. Департамент — Коррез. Входит в состав кантона Бор-лез-Орг. Округ коммуны — Юссель.
Код INSEE коммуны — 19218.
Коммуна расположена приблизительно в 390 км к югу от Парижа, в 105 км юго-восточнее Лиможа, в 55 км к востоку от Тюля.

## История
Во время Великой французской революции название коммуны было изменено на Жюльен-пре-Бор.

## Население
Население коммуны на 2008 год составляло 422 человека.
| 1962 | 1968 | 1975 | 1982 | 1990 | 1999 | 2008 |
| ---- | ---- | ---- | ---- | ---- | ---- | ---- |
| 543  | 459  | 367  | 350  | 373  | 369  | 422  |

## Экономика
В 2007 году среди 262 человек в трудоспособном возрасте (15-64 лет) 190 были экономически активными, 72 — неактивными (показатель активности — 72,5 %, в 1999 году было 65,8 %). Из 190 активных работали 172 человека (94 мужчины и 78 женщин), безработных было 18 (10 мужчин и 8 женщин). Среди 72 неактивных 23 человека были учениками или студентами, 32 — пенсионерами, 17 были неактивными по другим причинам.

## Фотогалерея
- Слияние рек Дьеж и Дордонь
- Мёртвые деревья на реке Дордонь
- Карта коммуны